# Cimetière de Bry-sur-Marne
Le cimetière de Bry-sur-Marne est le cimetière communal de la ville de Bry-sur-Marne dans le Val-de-Marne. Il est fameux pour abriter la sépulture de Louis Daguerre,. Il a conservé une partie ancienne et comprend quelques œuvres d'art dont la plus notable est le monument de l'industriel Joseph-Frédéric Favier (1814-1886) et de son épouse italienne née Elisa Tozzi dont la propriété de Bry devint une maison de retraite. Il est dominé par une statue (1887), œuvre du sculpteur italien Enrico Chiaradia. Le cimetière possède un carré militaire avec un monument aux morts.

## Personnalités
- Jeanne Astre (1901-1993), peintre
- Louis Daguerre (1787-1851), inventeur du daguerréotype
- Maurice Joron (1883-1937), peintre
- Baron Joseph Dominique Louis (1855-1937), diplomate, pair de France, enterré dans l'enclos familial
- Joseph Schuffenecker dit Duhautoy (1909-1995), Père blanc, résistant, Compagnon de la Libération, inhumé dans le caveau collectif des Pères blancs qui possèdent une maison à Bry
- Jean Valton (1921-1980), chansonnier

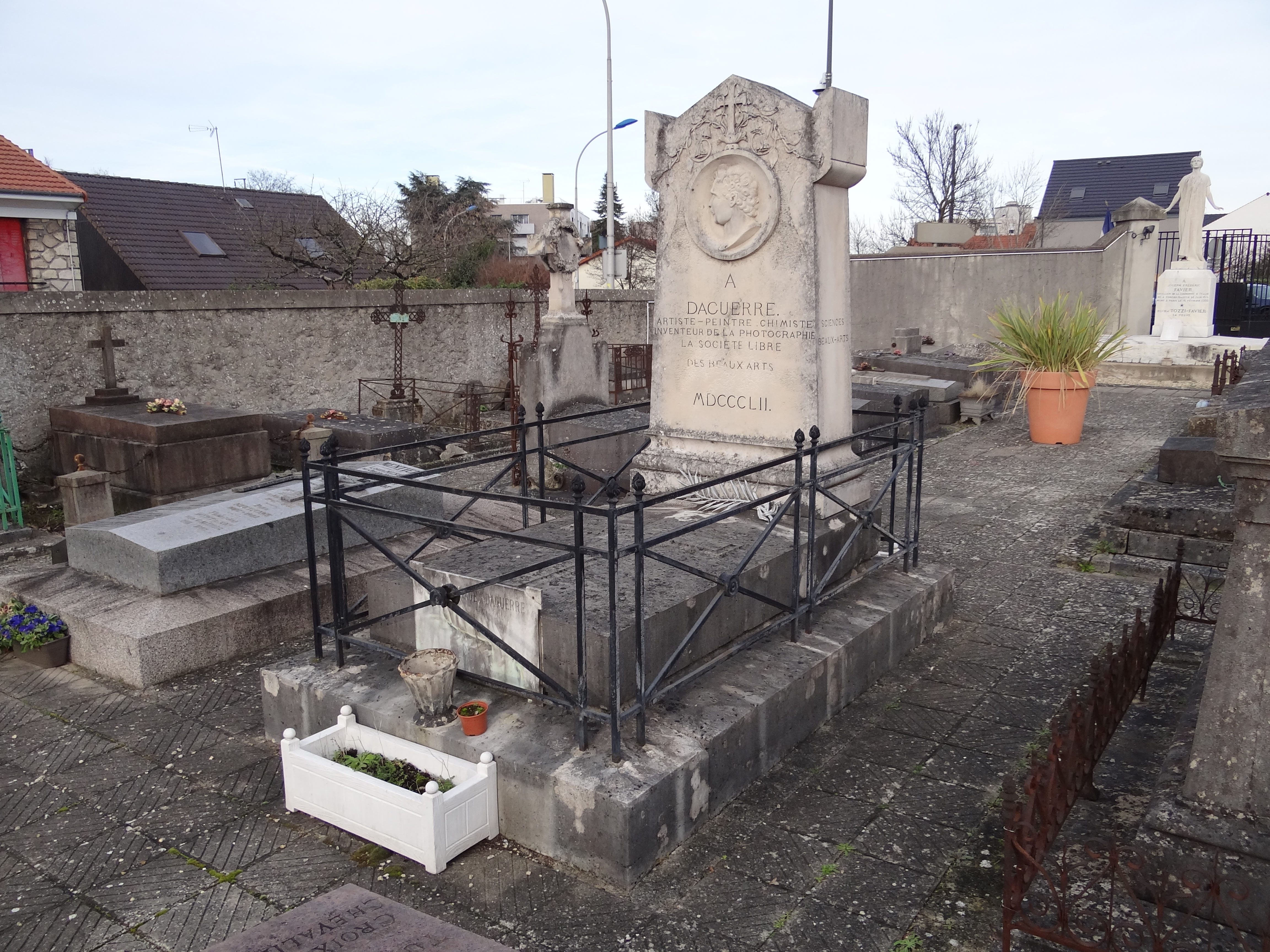
Tombe de Louis Daguerre.
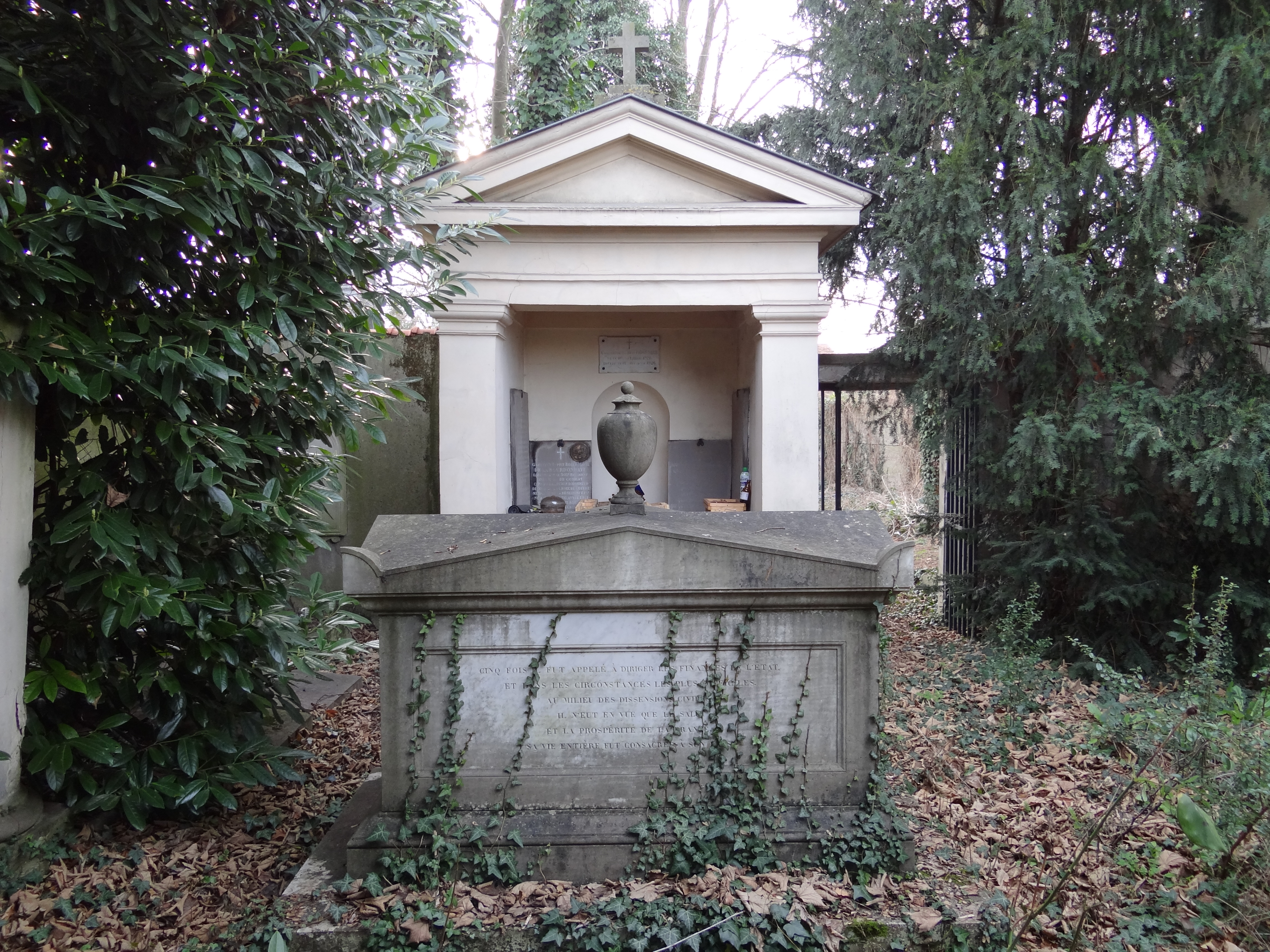
Tombeau de Joseph-Dominique Louis dans l'enclos familial.
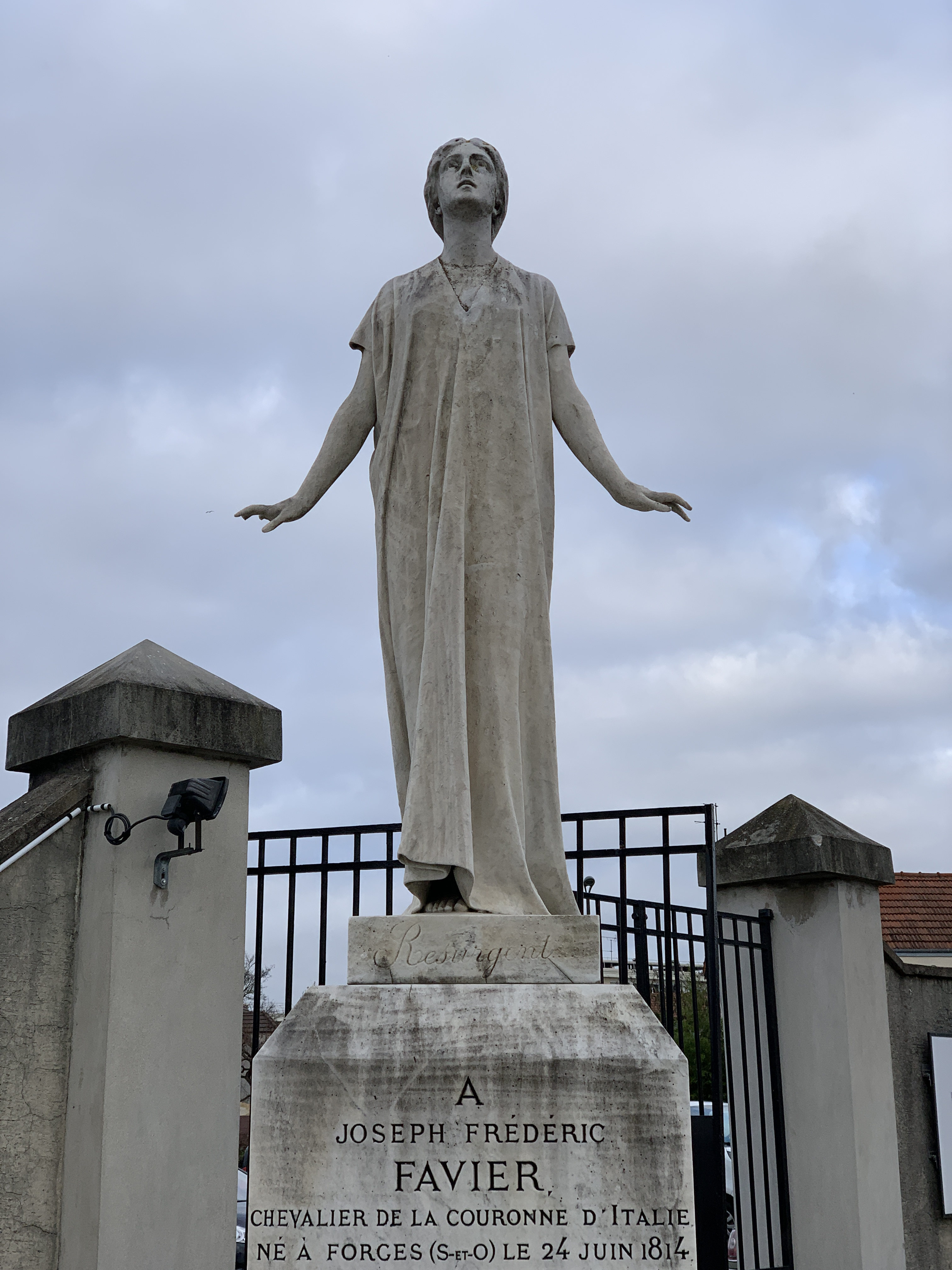
Statue de la Résurrection sur la tombe de Favier.